# Матьє Шуаньєр
Матьє Шуаньєр (фр. Mathieu Choinière, англ. Mathieu Choinière; нар. 7 лютого 1999, Сен-Жан-сюр-Рішельє) — канадський футболіст, півзахисник швейцарського клубу «Грассгоппер». Виступав також за клуб «КФ Монреаль», а також національну збірну Канади. Дворазовий чемпіон Канади.

## Клубна кар'єра
Народився 7 лютого 1999 року в місті Сен-Жан-сюр-Рішельє. Вихованець футбольної школи клубу «Монреаль Імпакт». Дорослу футбольну кар'єру розпочав 2018 року в основній команді того ж клубу, який був пізніше перейменований на «КФ Монреаль», в якому грав до 2024 року, взявши участь у 120 матчах чемпіонату. З 2024 року Шуаньєр став гравцем швейцарського клубу «Грассгоппер». Станом на 22 жовтня 2024 року відіграв за команду з Цюриха 4 матчі в національному чемпіонаті.

## Виступи за збірні
2018 року Матьє Шуаньєр залучався до складу молодіжної збірної Канади. На молодіжному рівні зіграв у 4 офіційних матчах, забив 1 гол.
У 2023 році Шуаньєр дебютував у складі національної збірної Канади. У складі збірної був учасником розіграшу Кубка Америки 2024 року у США, на якому канадська збірна зайняла 4-те місце. Станом на кінець жовтня 2024 року зіграв у складі збірної 8 матчів, у яких забитими м'ячами не відзначився.

## Титули і досягнення
- Чемпіон Канади (2):

«Монреаль Імпакт»: 2019, 2021